# هيو مكلور سميث
هيو مكلور سميث (بالإنجليزية: Hugh Alexander McClure Smith)‏ هو دبلوماسي أسترالي، ولد في 14 أبريل 1902 في ملبورن في أستراليا، وتوفي في 1961.